# Айморес (Минаш Жерайс)
Айморѐс (на португалски: Aimorés или Aymorés) е община (град) в Бразилия.

## География
Градът се намира в щата Минаш Жерайс. Разположен е на десния бряг на река Риу Доси. Има жп гара. Съседни градове на Айморес по течението на реката и жп линията (която е успоредна на реката) са Итуета (назад по течението) и Байшу Гуанду (по течението). Население 24 825 жители по данни от преброяването през 2009 г.

## История
Основан е на 18 септември 1925 г.

## Личности
Родени
- Сандриньо (р. 1980), бразилски футболист